# Voorbij, voorbij
Voorbij, voorbij is een televisiefilm uit 1981 van regisseur Paul Verhoeven. De film is ook bekend onder de internationale titel All Things Pass.

## Plot
Tijdens de Tweede Wereldoorlog wordt verzetsman Arie (Hidde Maas) doodgeschoten door de Nederlandse SS'er Niels (Jan Staal), die zich tijdens de laatste maanden van de oorlog verschrikkelijk misdraagt. Niels had eigenlijk geliquideerd moeten worden, maar ontsnapte naar Duitsland. Tijdens Aries begrafenis zweren zijn kameraden van het verzet zijn dood te zullen wreken. Ze begraven het beoogde moordwapen in de Biesbosch. 35 jaar na de oorlog komt een van hen, oud-verzetsstrijder Ab (André van den Heuvel), Niels bij toeval tegen. Ab besluit om zijn oude vrienden Dorien (Andrea Domburg), Gerben (Piet Römer), Cees (Jan Retèl) en Ben (Guus Oster) weer bijeen te brengen om 'herinneringen op te halen'. Ab wil zich eigenlijk aan zijn belofte houden, maar hij komt er echter al snel achter dat zijn oude kameraden dit zinloos vinden en dat men het verleden moet laten rusten. Alleen de voormalige communist Gerben is zijn eed niet vergeten en besluit Ab bij te staan.

## Rolverdeling
| Acteur               | Personage                            |
| -------------------- | ------------------------------------ |
| Leontien Ceulemans   | Tine                                 |
| Bep Dekker           | Tante Cor (niet op aftiteling)       |
| Andrea Domburg       | Dorien                               |
| Lous Hensen          | Lenie                                |
| André van den Heuvel | Ab                                   |
| Simone Kleinsma      | tourgids                             |
| Diane Lensink        | Carrie                               |
| Hidde Maas           | Arie                                 |
| Guus Oster           | Ben                                  |
| Elja Pelgrom         | verpleegkundige (niet op aftiteling) |
| Jan Retèl            | Cees                                 |
| Piet Römer           | Gerben                               |
| Riek Schagen         | echtgenote van Niels                 |
| Maarten Spanjer      | jogger                               |
| Jan Staal            | Niels                                |

## Release
Hoewel de film al in 1979 werd opgenomen, vond de eerste uitzending pas 2 jaar later plaats. De KRO zond de film op 3 mei 1981 uit. 
Volgens scenarioschrijver Gerard Soeteman was de reden hiervan dat er werd besloten eerst voorrang te gegeven aan de speelfilm Spetters. Daardoor bleef deze film in ongemonteerde staat voor 2 jaar.